# Niebieskie twardówki

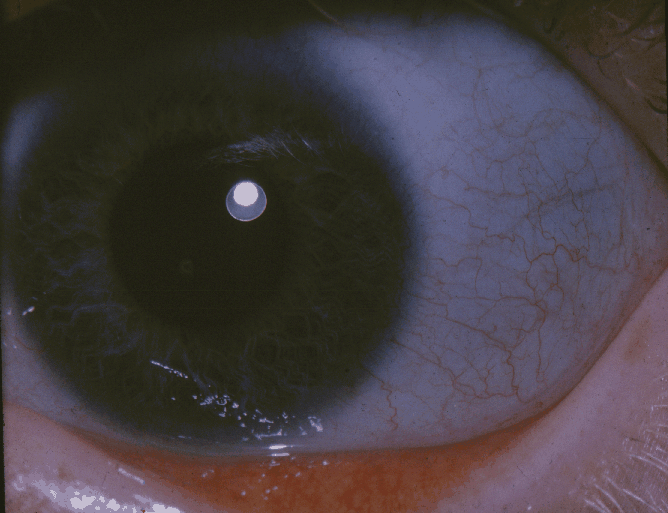
Niebieskie twardówki u 15-letniego pacjenta z osteogenesis imperfecta

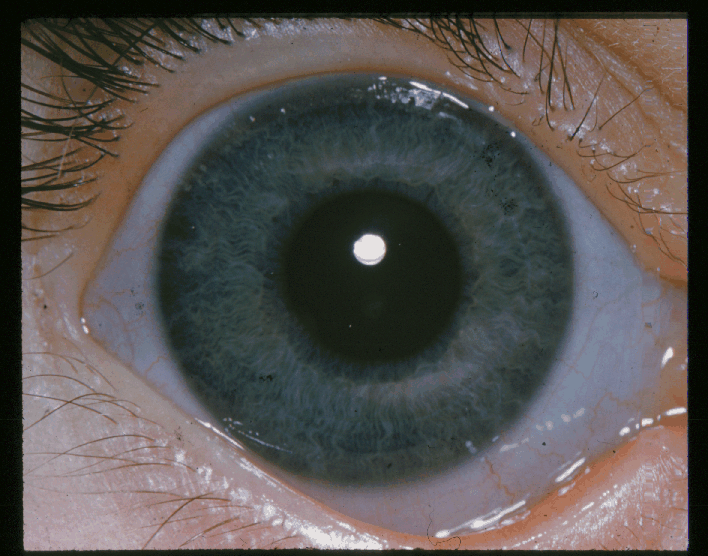
Niebieskawe twardówki u 4-letniej dziewczynki z rozpoznaniem VI typu EDS. Pacjentka miała też krótkowzroczność i stożek rogówki

Niebieskie twardówki – anomalia wrodzona, wynikająca z odmienności w budowie twardówki oka. 
Niebieskawy odcień twardówek obserwowany jest w niedokrwistości z niedoboru żelaza (objaw Oslera). Niedokrwistość stwierdzano u 87% pacjentów z niebieskimi twardówkami. 
Niebieskie twardówki są charakterystyczne dla następujących zespołów wad wrodzonych: 
- zespół de Barsy'ego
- zespół Ehlersa-Danlosa typ VIB, VIA, typ I, typ VIII
- zespół Marshalla-Smitha
- zespół van der Hoevego
- zespół Marfana
- zespół Loeysa-Dietza typ 1A
- zespół Hallermanna-Streiffa
- zespół Kabuki
- osteogenesis imperfecta
- alkaptonuria.

Opisywane też były w pojedynczych przypadkach następujących zespołów:
- zespół Adamsa-Olivera
- zespół Alporta[3]
- zespół Silvera-Russella[4]
- zespół Melnicka-Needlessa[5]
- zespół Turnera[6]
- zespół Proteusza[7]